# DeAndre Haynes
DeAndre Haynes (* 30. März 1984) ist ein ehemaliger US-amerikanischer Basketballspieler, der als Profi in Europa spielte, unter anderem von 2009 bis 2011 für zwei Spielzeiten in der deutschen Basketball-Bundesliga aktiv. Nach seiner aktiven Karriere und wurde Assistenztrainer bei seinem früheren Hochschulteam Golden Flashes an der Kent State University.

## Leben
Haynes wuchs auf in Detroit im US-Bundesstaat Michigan. Er spielte während seines Studiums an der Kent State University im US-Bundesstaat Ohio für das Hochschulteam Golden Flashes von 2002 bis 2006 in der Mid-American Conference der NCAA Division I. Er hat in seiner Collegekarriere mehr Assists, Ballgewinne und Minuten Spielzeit auf dem Feld gesammelt als jeder andere Spieler der Golden Flashes zuvor und seitdem. In seinem Abschlussjahr als Senior wurde Haynes zum besten Spieler seiner Conference ernannt und dem Team gelang die Qualifikation für die Meisterschaftsendrunde der NCAA, wo man jedoch in der ersten Runde gegen die Panthers der University of Pittsburgh ausschied.
Nach dem Studium wurde Haynes 2006 Profi in Europa und spielte zunächst zwei Spielzeiten in der belgischen „Ethias League“, zunächst bei Royal Atomia in Brüssel, welche die Saison 2006/07 als Vorletzter beendeten und danach in die dritte Liga versetzt wurden, und anschließend bei Okapi aus dem flandrischen Aalst. In der Saison 2008/09 unterschrieb er einen Vertrag beim ungarischen Erstligaaufsteiger aus Kecskemét. Zur BBL-Saison 2009/10 wechselte er zum deutschen Erstligisten Paderborn Baskets, bei dem auch sein ehemaliger Mitspieler aus Collegespielzeiten Jason Edwin bereits zwei Jahre zuvor für eine Saison gespielt hatte. Ebenfalls für diese Spielzeit verpflichtete der Verein Nate Gerwig vom Zweitligisten BV Chemnitz 99, mit dem Haynes zusammen zu Hochschulzeiten bei den Golden Flashes in die NCAA-Endrunde eingezogen war. Bei dem finanziell angeschlagenen vormaligen Teilnehmer an den Meisterschafts-Play-offs aus Paderborn verletzte sich Gerwig bereits nach vier Spielen so stark am Knie, dass er für den Rest der Spielzeit nicht mehr fit wurde. Mit den restlichen Mannschaftskameraden konnte Haynes nur fünf Siege aus 34 Spielen holen und die Mannschaft wurde Tabellenletzter und stieg in die Pro A ab. Er selbst wechselte nach Düsseldorf zu den Giants, welche einen Platz vor den Paderbornern auch auf einem Abstiegsplatz geendet waren, aber durch den Erwerb einer Wild Card den Ligaverbleib für die Spielzeit 2010/11 sichern konnten. In dieser Spielzeit stiegen dann aber auch die Düsseldorfer als Tabellenletzter ab. Nach der Saison 2011/12 bei NMKY aus Lappeenranta in der finnischen Korisliiga wurde Haynes Assistenztrainer bei seinem früheren Hochschulteam Golden Flashes.

## Sonstiges
Die größten Rivalen der Golden Flashes der Kent State University sind die Zips der benachbarten University of Akron. Etwa zur gleichen Zeit, als Gerwig und Haynes (2001 bzw. 2002 bis 2006) für die Golden Flashes aktiv waren, waren auch die BBL-Spieler Dru Joyce und Romeo Travis für die Zips von 2003 bis 2007 aktiv. Während die Zips zur Spielzeit von Haynes und Gerwig, die sich einmal für die Endrunde qualifizieren konnten, hinter den Golden Flashes rangierten, war das Duo Joyce und Travis in der BBL erfolgreicher als Haynes und Gerwig. Sie konnten sich gemeinsam im Trikot von ratiopharm Ulm in der BBL-Saison 2008/09 für die Play-offs um die Meisterschaft qualifizieren, während Haynes und Gerwig eine Spielzeit später bei den Paderborn Baskets sogar als Tabellenletzter absteigen mussten.